# Megasport Arena
La Megasport Arena (in russo Ледовый дворец спорта на Ходынском?), conosciuta anche come Khodynka Arena o Ice Sport Palace on the Khodynka Field, è un'arena multifunzionale, situata a Mosca. L'arena ha una capacità massima di 13 926 posti a sedere.

## Storia
La Megasport Arena sorge sul campo di Chodynka e venne completata nel dicembre 2006.
Nel 2007, la Megasport Arena è stata una delle strutture dove venne giocato il campionato mondiale di hockey su ghiaccio maschile, oltre all'incontro valido per il titolo mondiale dei pesi massimi tra Sultan Ibragimov ed Evander Holyfield.
Il 23 gennaio 2008, il CSKA Mosca gioca una gara valida per il Gruppo A di Eurolega contro il TAU Cerámica, di fronte a quasi 13 000 spettatori. Nel novembre dello stesso anno, la Cup of Russia, competizione valida per il Grand Prix ISU di pattinaggio di figura, viene disputata nell'arena.
Un altro importante evento ad esser stato disputato all'interno della Megasport Arena furono le Final Four della CEV Champions League del 2006-2007, compresa la finale vinta dall'VfB Friedrichshafen contro il Tours VB.
Il 24 marzo 2011 l'International Skating Union (ISU), riassegnò alla Megasport Arena di Mosca i campionati mondiali di pattinaggio di figura del 2011. La decisione venne presa dopo la cancellazione dovuta al terremoto e maremoto del 2011. Il campionato si tenne dal 24 aprile al 1º maggio 2011. Nel dicembre 2011, il campionato europeo di curling venne disputato nella Megasport Arena.
Nel 2016, la Megasport Arena diventa la casa ufficiale del CSKA Mosca per tutte le gare di Euroleague.